# Гегесій
Гегесій (грец. Ήγησίας) — давньогрецький філософ з міста Кирени, послідовник Арістіппа.
Гегесій викладав своє вчення в Александрії в добу Птолемея I Сотера. Він так красномовно доводив тяжке життя і втіху у смерті, що його прозвали πεισιθάνατος, і Птолемей заборонив його читання. Ті ж ідеї Гегесій виклав у своєму творі Αποκαρτερών, який до нас не дійшов. Про Гегесія і його учнів повідомляють: Цицерон (в Тускуланах), Валерій Максим, Плутарх і Діоген Лаерцій. Гегесій мав значення в історії давньогрецької філософії, являючи собою момент самозаперечення гедонічної етики (вчення про задоволення, як вищому благо) і перехід її частково в крайній песимізм, частково в цинічний і стоїчний принцип незворушності (атараксія).

## Погляди
Виходячи з головного положення кирінейської школи, що справжнє благо і мета життя є задоволення, і досліджуючи з цієї точки зору дійсні умови людського існування, Гегесій приходив до негативних результатів. Задоволення або недосяжне, або оманливе, і рішуче переважається стражданням. Розум не може забезпечити щастя, тому що ми не маємо істинного пізнання про речі і легко можемо обманюватися у всіх своїх розрахунках.
Якщо ж щастя недосяжне, то нерозважливо до нього прагнути; потрібно обмежитися свободою від зла, тобто від страждання, а це найкраще досягається байдужим ставленням до всього (άδιαφορία), між іншим — до чужих провини і злодіянь. Оскільки вище благо є задоволення і всі його прагнуть, то ніхто навмисно не буває злим, і обурюватися на зло значить тільки даремно порушувати свій душевний спокій. Коли ж неможливо досягти байдужості, коли страждання виявляється нестерпним, тоді найдієвіші ліки — смерть.